# Frank Wess
Frank Wellington Wess (4 de enero de 1922 - 30 de octubre de 2013) fue un saxofonista y flautista de jazz estadounidense.

## Biografía
Wess nació en Kansas City, MO. Empezó su formación en música clásica en su instituto, en Oklahoma. A los 19 años cambia al jazz trasladándose a Washington D. C. y trabajando en los big bands. Su carrera se vio interrumpida durante la Segunda Guerra Mundial a pesar de que tocó en una banda militar en el periodo. Después de dejar el ejército se une a la orquesta de Billy Eckstine. Regresó a Washington D. C. unos años después y recibió un grado en flauta en la Modern School Of Music. Toca el saxo tenor en la orquesta de Count Basie de 1953 a 1964, doblando en la flauta.
Wess fue considerado uno de los mejores flautistas de jazz de su época. De 1959 a 1964 ganó la encuesta de críticos del Down Beat para flauta.
Fue miembro de la big band de Clark Terry de 1967 al 1970 y toco en el Cuarteto de Jazz de Nueva York (con Roland Hanna). También hace varios trabajos para la televisión.  En 1968 Wess contribuyó al álbum La Orquesta del Compositor de Jazz. Siempre versátil, toca los saxos tenor y alto, "doblando" en la flauta durante toda su carrera.
En los años 80 y 90 trabaja con Kenny Barron, Rufus Reid, Buck Clayton, Benny Carter, Billy Taylor, Harry Edison, Mel Tormé, Ernestine Anderson, Louie Bellson, John Pizzarelli, Howard Alden, Dick Hyman, Jane Jarvis, Frank Vignola y fue miembro de la Toshiko Akiyoshi Jazz Orchestra.  En los años 2000, Wess publicó dos álbumes con Hank Jones.  En 2007, Wess fue nombrado NEA Jazz Master por la National Endowment for the Arts.
Frank Wess murió de un ataque al corazón relacionado una insuficiencia renal, el 30 de octubre de 2013.

## Discografía

### Como líder
- Flutes & Reeds (Savoy, 1955) con Ernie Wilkins
- Jazz for Playboys (Savoy, 1957)
- Wheelin' & Dealin' (Prestige, 1957)
- Opus De Blues (Savoy, 1959)
- The Frank Wess Quartet (Moodsville, 1960)
- Southern Comfort (Prestige, 1962)
- Yo Ho! Poor You, Little Me (Prestige, 1963)
- Wess to Memphis (1970)
- Flute of the Loom (1973)
- Flute Juice (1981)
- Two for the Blues (1983)
- Two at the Top (Uptown, 1983)
- Entre Nous (Concord. 1990)
- Going Wess (1993)
- Tryin' To Make My Blues Turn Green (Concord, 1994)
- Surprise, Surprise (Chiaroscuro, 1995)
- Hank and Frank (2002)
- Hank and Frank II (2009)
- Magic 101 (IPO, 2013)

Con el New York Jazz Quartet
- In Concert in Japan(Salvation, 1975)
- Surge (Enja, 1977)
- Song of the Black Knight (Sonet, 1977)
- Blues for Sarka (Enja, 1978)
- New York Jazz Quartet in Chicago (Bee Hive, 1981)
- Oasis (Enja, 1981)

### Como sideman
Con Toshiko Akiyoshi
- Carnegie Hall Concert

Con Manny Albam
- The Soul of the City (Solid State, 1966)

Con Gene Ammons
- Velvet Soul (Prestige, 1960 [1964])
- Angel Eyes (Prestige, 1960 [1965])

Con Dorothy Ashby
- The Jazz Harpist (Regent, 1957)
- In a Minor Groove (New Jazz, 1958)
- Hip Harp (Prestige, 1958)

Con Count Basie
- Dance Session (Clef, 1953)
- Dance Session Album #2 (Clef, 1954)
- Basie (Clef, 1954)
- Count Basie Swings, Joe Williams Sings (Clef, 1955) with Joe Williams
- April in Paris (Verve, 1956)
- The Greatest!! Count Basie Plays, Joe Williams Sings Standards with Joe Williams
- Metronome All-Stars 1956 (Clef, 1956) with Ella Fitzgerald and Joe Williams
- Hall of Fame (Verve, 1956 [1959])
- Basie in London (Verve, 1956)
- One O'Clock Jump (1957)
- The Atomic Mr. Basie (Roulette, 1957) aka Basie and E=MC2
- Basie Plays Hefti (Roulette, 1958)
- Sing Along with Basie (Roulette, 1958) - with Joe Williams and Lambert, Hendricks & Ross
- Basie One More Time (Roulette, 1959)
- Breakfast Dance and Barbecue (Roulette, 1959)
- Everyday I Have the Blues (Roulette, 1959) - with Joe Williams
- Dance Along with Basie (Roulette, 1959)
- String Along with Basie (Roulette, 1960)
- Not Now, I'll Tell You When (Roulette, 1960)
- The Count Basie Story (Roulette, 1960)
- Kansas City Suite (Roulette, 1960)
- First Time! The Count Meets the Duke (Columbia, 1961)
- The Legend (Roulette, 1961)
- Back with Basie (Roulette, 1962)
- Basie in Sweden (Roulette, 1962)
- On My Way & Shoutin' Again! (Verve, 1962)
- This Time by Basie! (Reprise, 1963)
- More Hits of the 50's and 60's (Verve, 1963)
- Ella and Basie! (Verve, 1963)

Con Hank Crawford
- Mr. Blues Plays Lady Soul (Atlantic, 1969)

Con Johnny Hodges
- Don't Sleep in the Subway (Verve, 1967)
- 3 Shades of Blue (Flying Dutchman, 1970)

Con Bobby Hutcherson
- Conception: The Gift of Love (Columbia, 1979)

Con Milt Jackson
- Meet Milt Jackson (Savoy, 1955)
- Opus de Jazz (Savoy, 1955)
- Bags & Flutes (Atlantic, 1957)

Con Elvin Jones
- Elvin! (Riverside, 1961–62)
- And Then Again (Atlantic, 1965)
- Time Capsule (Vanguard, 1977)

Con Quincy Jones
- The Birth of a Band! (Mercury, 1959)

Con Thad Jones
- Olio (Prestige, 1957)
- After Hours (Prestige, 1957)

Con Yusef Lateef
- Part of the Search (Atlantic, 1973)

Con Junior Mance
- I Believe to My Soul (Atlantic, 1968)

Con Arif Mardin
- Journey (Atlantic, 1974)

Con Les McCann
- Another Beginning (Atlantic, 1974)

Con Jimmy McGriff
- The Big Band (Solid State, 1966)

Con Charles McPherson
- Today's Man (Mainstream, 1973)

Con Oliver Nelson
- The Spirit of '67 with Pee Wee Russell (Impulse!, 1967)

Con David Newman
- The Weapon (Atlantic, 1973)

Con Joe Newman
- The Count's Men (Jazztone, 1955)
- I Feel Like a Newman (Storyville, 1956)
- The Midgets (Vik, 1956)
- The Happy Cats (Coral, 1957)
- Counting Five in Sweden (Metronome, 1958)
- Jive at Five (Swingville, 1960)

Con Chico O'Farrill
- Nine Flags (Impulse!, 1966)

Con Houston Person
- Sweet Buns & Barbeque (Prestige, 1972)

Con Buddy Rich
- The Wailing Buddy Rich (Norgran, 1955)

Con A. K. Salim
- Flute Suite (Savoy, 1957) with Herbie Mann

Con Woody Shaw
- Rosewood (Columbia, 1977)

Con Zoot Sims
- Passion Flower: Zoot Sims Plays Duke Ellington (1979)[6]

Con Melvin Sparks
- Akilah! (Prestige, 1972)

Con Leon Spencer
- Where I'm Coming From (Prestige, 1973)

Con Billy Taylor
- Billy Taylor with Four Flutes (Riverside, 1959)
- Kwamina (Mercury, 1961)

Con Charles Williams
- Stickball (Mainstream, 1972)